# 雷·布萊伯利
雷·道格拉斯·布萊伯利（英語：Ray Douglas Bradbury，1920年8月22日—2012年6月6日）是美國科幻、奇幻、恐怖小說作家，代表作品有《火星紀事》及《華氏451度》。除小說外，布萊伯利也著有多部散文集、詩集，並從事廣播劇、電視、電影等劇本創作。

## 生平
1920年，布萊伯利生於美國伊利諾州沃基根，1934年全家遷居洛杉磯。
1938年，布萊伯利自高中畢業後並未選擇升學，而在街旁賣報營生。他繼續利用圖書館自修，並一些同好刊物上刊登科幻小說。1941年起開始在《詭麗幻譚》等雜誌上發表科幻、恐怖類型的作品。
1947年，布萊伯利出版第一部作品，短篇故事集《黑色嘉年華》。在同一年里，他和他的妻子结婚。
1950年，布萊伯利出版《火星紀事》。
1953年，布萊伯利出版《華氏451度》。
1977年，布萊伯利獲得世界奇幻協會的終身成就獎。
2012年6月5日，布萊伯利因长期患病在洛杉磯逝世。

## 著作
布莱伯利一生一共创作了27部小说和近600篇短篇小说，以下列出部分作品：
- 《冰霜与烈火》，1946年
- 《黑色嘉年華（英语：Dark Carnival (book)）》， 1947年
- 《火星紀事》， 1950年
- 《圖案人（英语：The Illustrated Man）》， 1951年
- 《華氏451度》， 1953年
- 《十月國度（英语：The October Country）》， 1955年
- 《蒲公英酒（英语：Dandelion Wine）》， 1957年
- 《當邪惡來敲門（英语：Something Wicked This Way Comes (novel)）》（另譯：闇夜嘉年華）， 1962年
- 《死亡是一件孤独的事（英语：Death Is a Lonely Business）》， 1985年

## 轶事
NASA將火星探測車好奇號在火星登陸地點命名為布萊柏利。

## 评价
美国总统奥巴马：“（他）重塑了我们的文化，扩展了我们的世界”。
史蒂文·斯皮尔伯格：“雷·布莱伯利是我科幻电影事业中的缪斯女神，他通过他的科幻作品，构筑了一个属于他的科幻世界。他将永垂不朽。”
德克萨斯州立大学安妮·里德：“布莱伯利是将科幻小说从低级书刊带到主流书刊的第一人”。